# Pałac w Słomowie
Pałac w Słomowie – pałac zlokalizowany we wsi Słomowo (powiat obornicki, województwo wielkopolskie). 

## Historia
Obiekt został wzniesiony w latach 1904–1906 dla właściciela Słomowa Jana Turno. Budynek o charakterze klasycystycznym, wzorowany na pałacyku Petit Trianon w Wersalu (arch. Ange-Jacques Gabriel), murowany, o bryle regularnej, dwukondygnacyjny, podpiwniczony, z czterospadowym dachem. W zwieńczeniu pałacu attyka balustradowa.  Zbudowany został na planie kwadratu, posiada od strony północnej płaski ryzalit, od frontu ma otwarty ganek, od ogrodu portyk otoczony kamienną balustradą z czterema kolumnami korynckimi, do którego prowadzą schody między drugą a trzecią kolumną. 
Usytuowany w centralnej części wsi Słomowo w gminie Rogoźno, w powiecie obornickim. Orientowany fasadą główną na wschód. Otoczony z trzech stron rozległym parkiem krajobrazowym. 
Pod koniec XX wieku użytkowany jako wielorodzinny budynek mieszkalny.